# Julius Dessauer
Julius Dessauer (hebräisch דעסויער, יהודה; Dessoyer, Yehuda geboren 1832 in Nitra, heute zur Slowakei gehörig; gestorben 1883 in Budapest) war ein ungarisch-jüdischer Schriftsteller, Übersetzer, Religionslehrer und Oberrabbiner vom IV. Budapester Bezirk Újpest. Er schrieb auch unter dem Pseudonym Nathan Dessauer.

## Leben

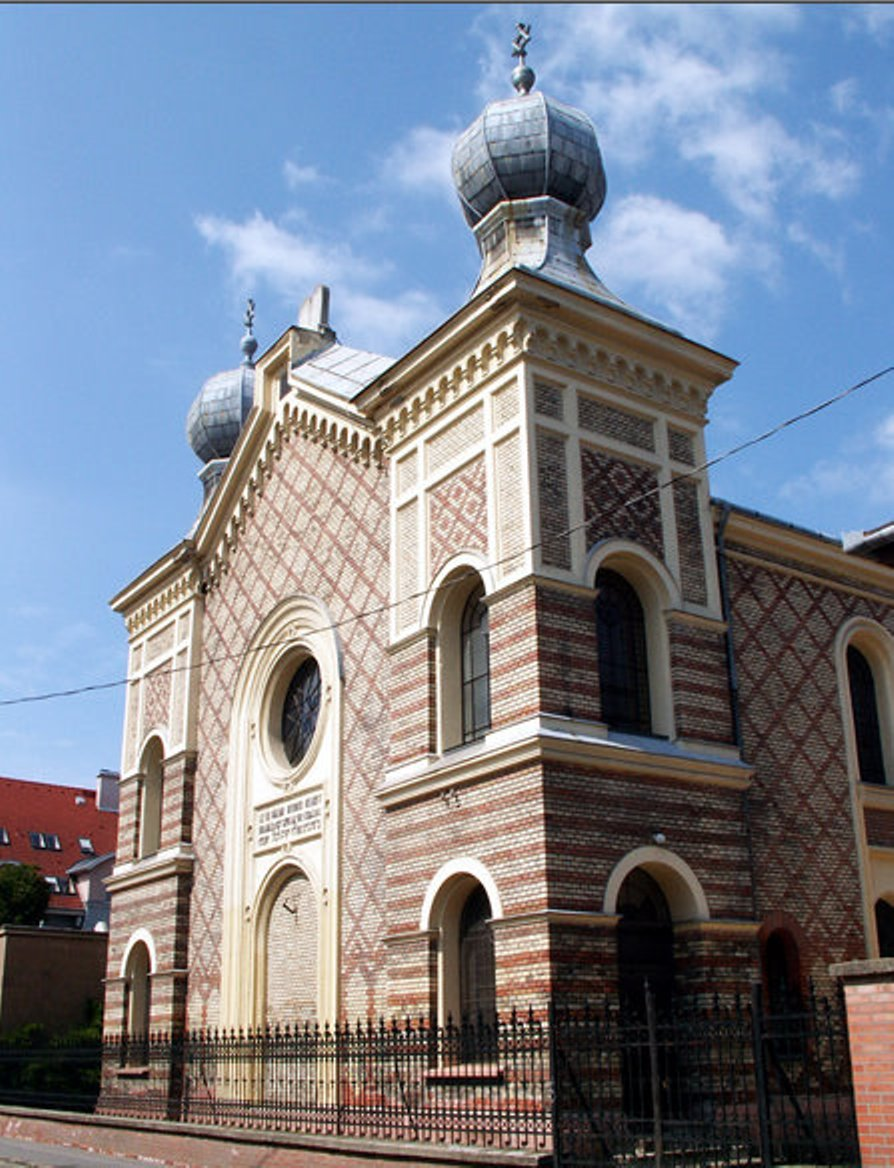
Synagoge Újpest (Budapest), ehemalige Wirkungsstätte von Julius Dessauer

Julius Dessauer wurde 1832 als Sohn des Rabbiners, Talmudisten und Schriftstellers Gabriel Löv Dessauer und Cäcilie Dessauer geb. Donath in Nitra geboren, über die Mutter ist bis jetzt nichts bekannt. Sein Vater, auch Dániel Dessauer Gábor oder Gabriel L. ben Nathan Ha-Levi genannt, wurde 1805 in Nitra (Nyitrán) geboren und verstarb am 1. Juni 1878 in Balatonfőkajár. Der Vater erhielt seine Ausbildung bei Rabbiner Moses Sofer in Preßburg und übte vierzig Jahre sein Amt als Rabbiner aus. Als zweiter Sohn und Bruder von Julius Dessauer wurde Moritz Dessauer am 24. Mai 1842 in Balatonkomáron in Ungarn geboren und verstarb am 17. April 1895 in Meiningen. Moritz Dessauer war auch Schriftsteller und ein deutscher Rabbiner.
Sein Rabbinerstudium begann Julius Dessauer bei seinem Vater und erweiterte sein Wissen in verschiedenen ungarisch-jüdischen Hochschulen, auch Jeschiwa genannt. Er folgte der Familientradition, denn sein Vater war Rabbiner von Egy und von Balatonfőkajár und sein Großvater Náthán Dessauer übte das Amt in Sopronkresztúr und in Nitra aus.
Im Jahr 1860 wählte ihn die jüdische Gemeinde von Újpest zu ihrem Oberrabbiner, als Nachfolger von Rabbiner Márkus Stern, der in den Ruhestand ging. Seine Antritts- und Begrüßungsrede an die Gemeinde hielt Julius Dessauer am 28. Mai 1860. Sieben Jahre später, im Jahr 1867, folgte der freiwillige Rücktritt, um sich seinen weiteren theologisch schriftstellerischen Tätigkeiten und Übersetzungen zu widmen.
Besondere Aufmerksamkeit und Anerkennung unter den Religionsgelehrten erlangte Julius Dessauer mit seinem Werk Die Fünf Bücher Moses. Nebst dem Raschi-Commentar, Punktiert, leicht fasslich Übersetzt und mit Anmerkungen Versehen. Empfehlungen für dieses Buch und Gutachten kamen von Esriel Hildesheimer, Berlin; Rabbiner Marcus Lehmann, Mainz; Chif-Rabbi Nathan Marcus Adler von der United Congregation of the British Empire, London; Theologe August Wünsche, Dresden; Theologe Franz Julius Delitzsch, Universität Leipzig; Rabbiner Samson Raphael Hirsch, Frankfurt am Main; Großrabbiner von Paris Zadoc Kahn; Rabbiner Meyer Kayserling, Budapest; Rabbiner Professor J. Kaufmann, Landesrabbiner-Schule Budapest; und anderen Gelehrten. Zu dieser Zeit wohnte er in der Waitznerstrasse 22 in Budapest.

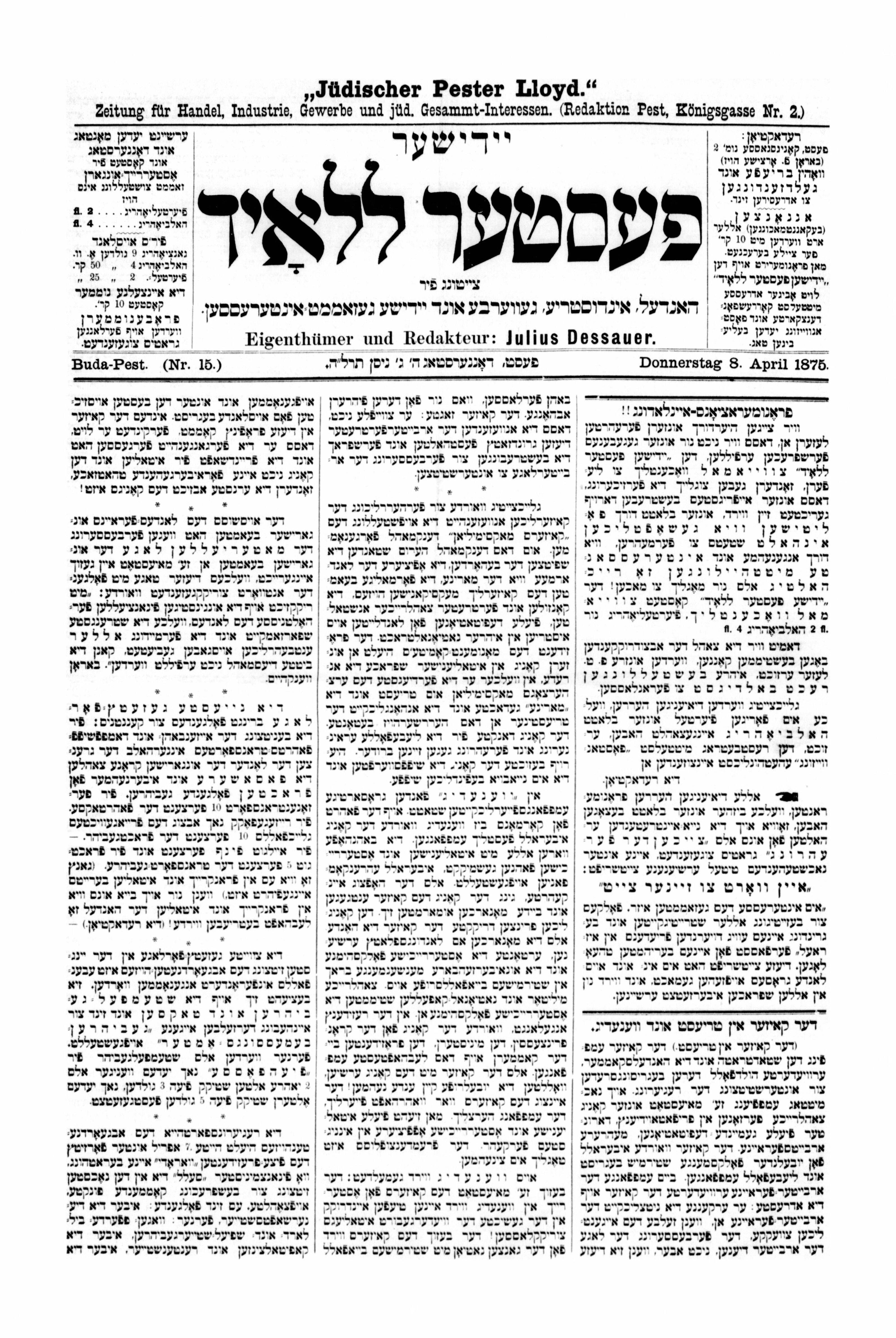
Jüdischer Pester Lloyd, Titelblatt vom 8. April 1875

Im Jahr 1875 versuchte Julius Dessauer in Eigenredaktion die Zeitung Jüdischer Pester Lloyd herauszubringen, sie glich im Aussehen der seit 1859 erscheinenden Jüdische Pester Zeitung. Mit seiner Zeitung sollten die Themen Handel, Industrie, Gewerbe und jüdische Gesamtinteressen abdeckt werden. Nach nur einem Jahrgang mit vierzig Nummern, schloss er die Redaktion Pest in der Königsgasse Nr. 2.

## Schriften (Auswahl)
- Die Fünf Bücher Moses. Nebst dem Raschi-Commentar, Punktiert, leicht fasslich Übersetzt und mit Anmerkungen Versehen, Budapest 1863 2. Auflage 1887 (Digitalisat)
- Die Ritual-Gesetze der Israeliten: enthaltend die Vorschriften, Verhaltungsregeln und Gesetzbestimmung für alle Verhältnisse des gottesdienstlichen Lebens: aus dem Schulchan Aruch "Orach Chajim" ..., Deutsch Bearbeitet, in zwei Teilen, Budapest 1868 (Digitalisat)
- Spruch-Lexikon des Talmud und Midrasch, ib. 1876; gewidmet Carl von Prandau österreichischer Komponist, Pianist und Mäzen (Digitalisat)
- Mafteh le-tefilot Schlüssel zum Gebetbuche, oder Der erlaüterte Gottesdienst, Budapest 1878 (Digitalisat, The National Librariy of Israel)
- Der jüdische Humorist. Auswahl der geistreichsten Unterhaltungs-Gespräche des weltberühmten Bonmotisten "Rajezer Maggid" und der bedeutendsten Autoritäten des Judenthums aus alter und neuer Zeit. [1879?] (Digitalisat, The National Library of Israel)
- Perlenschatz: Philosophische Sätze in alphabetischer Reihenfolge. Budapest 1880
- חמשה חומשי תורה, Fünf Pentakel der Thora (Digitalisat, The National Library of Israel)
- חמשה חומשי תורה, Fünf Pentakel der Thora Teil 2 (Digitalisat, The National Library of Israel)[6]

## Familie
- Ehefrau Antonie Dessauer geb. Singer (unbekannt)
- Sohn Nathaniel Dessauer (unbekannt)
- Bruder Moritz Dessauer (1842–1895)